# Pietro Caetani, VI duca di Sermoneta
Pietro Caetani, VI duca di Sermoneta (Roma, 1562 – Roma, 2 settembre 1614), è stato un militare italiano.

## Biografia

### I primi anni
Primogenito di Onorato, V duca di Sermoneta e di sua moglie, Agnesina Colonna, Pietro nacque a Roma nel 1562. Sin da bambino ebbe modo distinguersi per la sua corporatura alta e massiccia per la sua età, ma anche per le sue notevoli ambizioni personali che lo portarono, meno che ventenne alle mani con un giovane membro della famiglia Orsini, motivo per cui la sua famiglia si prodigò al più presto per allontanarlo dalla buona società romana con un incarico all'estero, possibilmente di natura militare come era di tradizione per la sua famiglia.

### La carriera militare nelle Fiandre
Su interessamento di Ottavio Farnese, figlio di Alessandro, nel 1584 partì in direzione delle Fiandre con una scorta fornitagli dal duca di Urbino, Francesco Maria II Della Rovere. Dopo una sosta a Parma ed a Torino, ospite delle rispettive corti, giunse infine a destinazione. Al fianco di Alessandro Farnese prese parte all'assedio di Gand, all'assedio di Termonde ed alla campagna di repressione delle rivolte nei Paesi Bassi, cogliendo l'occasione per distinguersi sul campo. Nell'inverno del 1585, ad ogni modo, contrasse una violentissima febbre di natura sifilitica che lo costrinse a letto per un mese, riducendolo quasi in fin di vita. Nel febbraio dell'anno successivo, ormai ristabilitosi, ottenne il comando di una compagnia di cavalleria. Prese parte quindi alle operazioni militari contro la città di Bruxelles e poi all'assedio di Anversa, dove venne ferito. Venne quindi posto sotto la guida di Ernesto di Baviera che, nell'agosto del 1586, gli affidò il comando del settore di Maastricht con 20 compagnie di cavalieri e 3000 fanti.
Per il Natale del 1585, in licenza, fece per la prima volta ritorno a Roma dove apprese che Alessandro Farnese aveva mediato presso Filippo II di Spagna, facendo ottenere a Pietro il ruolo di membro del Consiglio di Guerra delle Fiandre. Nell'ottobre di quello stesso anno, assieme al fratello Ruggero, fece ritorno nei Paesi Bassi dove però riuscì a farsi malvolere dai più, scontrandosi innanzitutto con un ambasciatore del Farnese. Si preparò a combattere anche per linvasione dell'Inghilterra, ma il fallimento dell'Invincibile Armada rese vana la spedizione a cui si proponeva di prendere parte. Ottenne quindi di essere posto al comando di una divisione di cavalleria sul Reno, incarico che dopo poco cedette al fratello Ruggero quando il generale Farnese gli concesse, nel giugno del 1590, il comando di un "tercio" di fanteria.

### La campagna di Francia
A questo punto decise di trasferirsi in Francia, dove Pietro si impegnò, con l'appoggio del duca di Mayenne, capo della Lega Cattolica, nella lotta contro i calvinisti di Enrico di Navarra. Combatté nella battaglia di Nancy e rientrò poco dopo in Italia a seguito dell'elezione di papa Gregorio XIV, particolarmente favorevole nei confronti della famiglia Caetani. Il nuovo pontefice, infatti, lo nominò dal 1591 prefetto generale della cavalleria pontificia in Francia, secondo solo al duca Ercole Sfondrati. Ripartì quindi col fratello Gregorio alla volta di Bologna dove si unì con le forze del duca di Montemarciano ed intraprendendo con lui un nuovo viaggio verso la Francia per combattere le truppe di Enrico IV. Dopo due mesi di sosta forzata a Milano per rifornimenti, l'armata pontificia giunse in Francia con in testa Pietro Caetani, ma da subito si manifestarono i primi contrasti col duca di Montemarciano, più incline ad azioni misurate e prudenti. Spostandosi in Lorena, Pietro ebbe una recrudescenza della sifilide che aveva contratto nelle Fiandre e chiese allo Sfondrati di fornirgli degli uomini che lo conducessero per scorta dal duca di Lorena per curarsi. Di fronte al rifiuto del generale pontificio, ne nacque un alterco che portò al licenziamento del Caetani, approvato in seguito dal pontefice.
Anziché fare ritorno subito a Roma, ad ogni modo, Pietro si portò a Nancy dove rimase sino ad avvenuta guarigione, per poi portarsi nella capitale pontificia. Nel suo viaggio di ritorno, passando per la Svizzera, venne arrestato ad Altdorf per dei debiti non saldati del cardinale Enrico Caetani suo zio e venne rilasciato solo dopo l'intervento dapprima di Innocenzo IX e poi di Clemente VIII. Dopo quattro mesi di carcere, Pietro venne rilasciato e si portò alla corte di Mantova, dove iniziò a meditare un duello col duca di Montemarciano per l'offesa che gli aveva arrecato in Francia. Di fronte a questa emergenza e per intervento del papa, di Ranuccio Farnese e del duca di Urbino, il duca di Montemarciano ritrattò le proprie accuse nei confronti del Caetani e si giunse così ad una riappacificazione tra i due nel 1592.

### Le accuse di connivenza coi banditi
Quando era sul punto di intraprendere una nuova campagna militare nelle Fiandre, Pietro dovette rinunciarvi per la morte improvvisa del padre che richiese la sua immediata presenza nel feudo di famiglia a Sermoneta dove la situazione del banditaggio era divenuta insostenibile grazie anche alle scorribande di Giovanni Aguzzetto e della sua banda. La situazione dei briganti, che si trascinava ormai da tre generazioni, spinse Pietro a consigliare al suo vassallo a Cisterna di scendere ad accordi coi banditi, nell'intento di placare gli animi e sfruttare l'occasione per uccidere l'Aguzzetto. Ad ogni modo, quando la notizia delle intenzioni del Caetani si riseppe in società, provocò un notevole scandalo perché il papa giunse a considerarlo un traditore dello stato per essere sceso a compromessi con dei criminali.
Abbandonando temporaneamente l'emergenza dei banditi, ottenne il permesso di rientrare a Roma dove nel giugno del 1593 sposò Felice Maria Orsini, figlia di Ferdinando, duca di Gravina. Papa Clemente VIII gli concesse ufficialmente il perdono, e Pietro per tutta risposta decise di ritirarsi in campagna per curarsi della sifilide che ancora, periodicamente, lo affliggeva.

### Gli ultimi anni
Nel 1597 prese parte alla spedizione pontificia contro Cesare d'Este, alla riuscita della quale divenne comandante in capo dell'esercito pontificio con il grado di maresciallo di campo. Prese parte successivamente alla conquista di Ferrara.
Il 10 gennaio 1600, Filippo II gli concesse l'Ordine del Toson d'oro con un'annessa pensione che risollevò le già fiaccate casse della sua famiglia. Morì a Roma il 2 settembre del 1614, lasciando suo erede il fratello minore Filippo. Fu sepolto l'indomani nella chiesa di San Carlo dove era stato battezzato.

## Albero genealogico
|                                         |                                       |                                             | Genitori                                   |  |  | Nonni |  |  | Bisnonni                               |  |  | Trisnonni                               |  |
|                                         |                                       |                                             |                                            |  |  |       |  |  | Camillo Caetani, III duca di Sermoneta |  |  | Guglielmo Caetani, II duca di Sermoneta |  |
|                                         |                                       |                                             |                                            |  |  |       |  |  | Camillo Caetani, III duca di Sermoneta |  |  | Guglielmo Caetani, II duca di Sermoneta |  |
|                                         |                                       | Francesca Conti                             |                                            |  |  |       |  |  | Camillo Caetani, III duca di Sermoneta |  |  |                                         |  |
| Bonifacio Caetani, IV duca di Sermoneta |                                       |                                             |                                            |  |  |       |  |  | Camillo Caetani, III duca di Sermoneta |  |  |                                         |  |
|                                         |                                       | Beatrice Caetani d'Aragona                  | Onorato Caetani, I duca di Traetto         |  |  |       |  |  |                                        |  |  |                                         |  |
|                                         |                                       | Beatrice Caetani d'Aragona                  | Onorato Caetani, I duca di Traetto         |  |  |       |  |  |                                        |  |  |                                         |  |
|                                         |                                       | Beatrice Caetani d'Aragona                  | Lucrezia d'Aragona                         |  |  |       |  |  |                                        |  |  |                                         |  |
| Onorato Caetani, V duca di Sermoneta    |                                       | Beatrice Caetani d'Aragona                  |                                            |  |  |       |  |  |                                        |  |  |                                         |  |
|                                         |                                       | Alberto III Pio di Savoia, signore di Carpi | Lionello I Pio di Savoia, signore di Carpi |  |  |       |  |  |                                        |  |  |                                         |  |
|                                         |                                       | Alberto III Pio di Savoia, signore di Carpi | Lionello I Pio di Savoia, signore di Carpi |  |  |       |  |  |                                        |  |  |                                         |  |
|                                         |                                       | Alberto III Pio di Savoia, signore di Carpi | Caterina Pico                              |  |  |       |  |  |                                        |  |  |                                         |  |
| Caterina Pio di Savoia                  |                                       | Alberto III Pio di Savoia, signore di Carpi |                                            |  |  |       |  |  |                                        |  |  |                                         |  |
|                                         |                                       | Cecilia Orsini di Monterotondo              | Franciotto Orsini di Monterotondo          |  |  |       |  |  |                                        |  |  |                                         |  |
|                                         |                                       | Cecilia Orsini di Monterotondo              | Franciotto Orsini di Monterotondo          |  |  |       |  |  |                                        |  |  |                                         |  |
|                                         |                                       | Cecilia Orsini di Monterotondo              | Violante Orsini di Mugnano                 |  |  |       |  |  |                                        |  |  |                                         |  |
| Pietro Caetani, VI duca di Sermoneta    |                                       | Cecilia Orsini di Monterotondo              |                                            |  |  |       |  |  |                                        |  |  |                                         |  |
|                                         | Fabrizio I Colonna, I duca di Paliano | Odoardo Colonna                             |                                            |  |  |       |  |  |                                        |  |  |                                         |  |
|                                         | Fabrizio I Colonna, I duca di Paliano | Odoardo Colonna                             |                                            |  |  |       |  |  |                                        |  |  |                                         |  |
|                                         | Fabrizio I Colonna, I duca di Paliano | Filippa Conti                               |                                            |  |  |       |  |  |                                        |  |  |                                         |  |
| Ascanio I Colonna, II duca di Paliano   | Fabrizio I Colonna, I duca di Paliano |                                             |                                            |  |  |       |  |  |                                        |  |  |                                         |  |
|                                         |                                       | Agnese di Montefeltro                       | Federico da Montefeltro                    |  |  |       |  |  |                                        |  |  |                                         |  |
|                                         |                                       | Agnese di Montefeltro                       | Federico da Montefeltro                    |  |  |       |  |  |                                        |  |  |                                         |  |
|                                         |                                       | Agnese di Montefeltro                       | Battista Sforza                            |  |  |       |  |  |                                        |  |  |                                         |  |
| Agnesina Colonna                        |                                       | Agnese di Montefeltro                       |                                            |  |  |       |  |  |                                        |  |  |                                         |  |
|                                         |                                       | Ferdinando d'Aragona, duca di Montalto      | Ferdinando I di Napoli                     |  |  |       |  |  |                                        |  |  |                                         |  |
|                                         |                                       | Ferdinando d'Aragona, duca di Montalto      | Ferdinando I di Napoli                     |  |  |       |  |  |                                        |  |  |                                         |  |
|                                         |                                       | Ferdinando d'Aragona, duca di Montalto      | Diana Guardato                             |  |  |       |  |  |                                        |  |  |                                         |  |
| Giovanna d'Aragona                      |                                       | Ferdinando d'Aragona, duca di Montalto      |                                            |  |  |       |  |  |                                        |  |  |                                         |  |
|                                         |                                       | Castellana de Cardona                       | Ramon de Cardona, barone di Bellpuig       |  |  |       |  |  |                                        |  |  |                                         |  |
|                                         |                                       | Castellana de Cardona                       | Ramon de Cardona, barone di Bellpuig       |  |  |       |  |  |                                        |  |  |                                         |  |
|                                         |                                       | Castellana de Cardona                       | Isabel de Requesens                        |  |  |       |  |  |                                        |  |  |                                         |  |
|                                         |                                       | Castellana de Cardona                       |                                            |  |  |       |  |  |                                        |  |  |                                         |  |